# Southwick House
Southwick House e il suo parco erano una proprietà privata della famiglia Thistlethwayte, prima di essere requisito durante la seconda guerra mondiale. Southwick House è nota per essere stato il quartier generale del comando alleato (SHAEF) durante l'organizzazione dello sbarco in Normandia.

## Storia
La proprietà apparteneva alla famiglia Thistlethwayte, che la utilizzava come palazzina di caccia. Quando Thomas Thistlethwayte l'ereditò, fece importanti lavori sia all'edificio, ricostruito in stile georgiano, che al parco che lo circondava. S'ipotizza che il parco sia stato progettato da Humphry Repton e che quest'ultimo abbia anche progettato il laghetto di circa 400 metri, che si trova a sud, vicino al fiume Wallington. Il palazzo attuale fu costruito nel 1841 sempre dalla famiglia, dopo che l'edificio precedente era andato distrutto a causa di un incendio nel 1838.

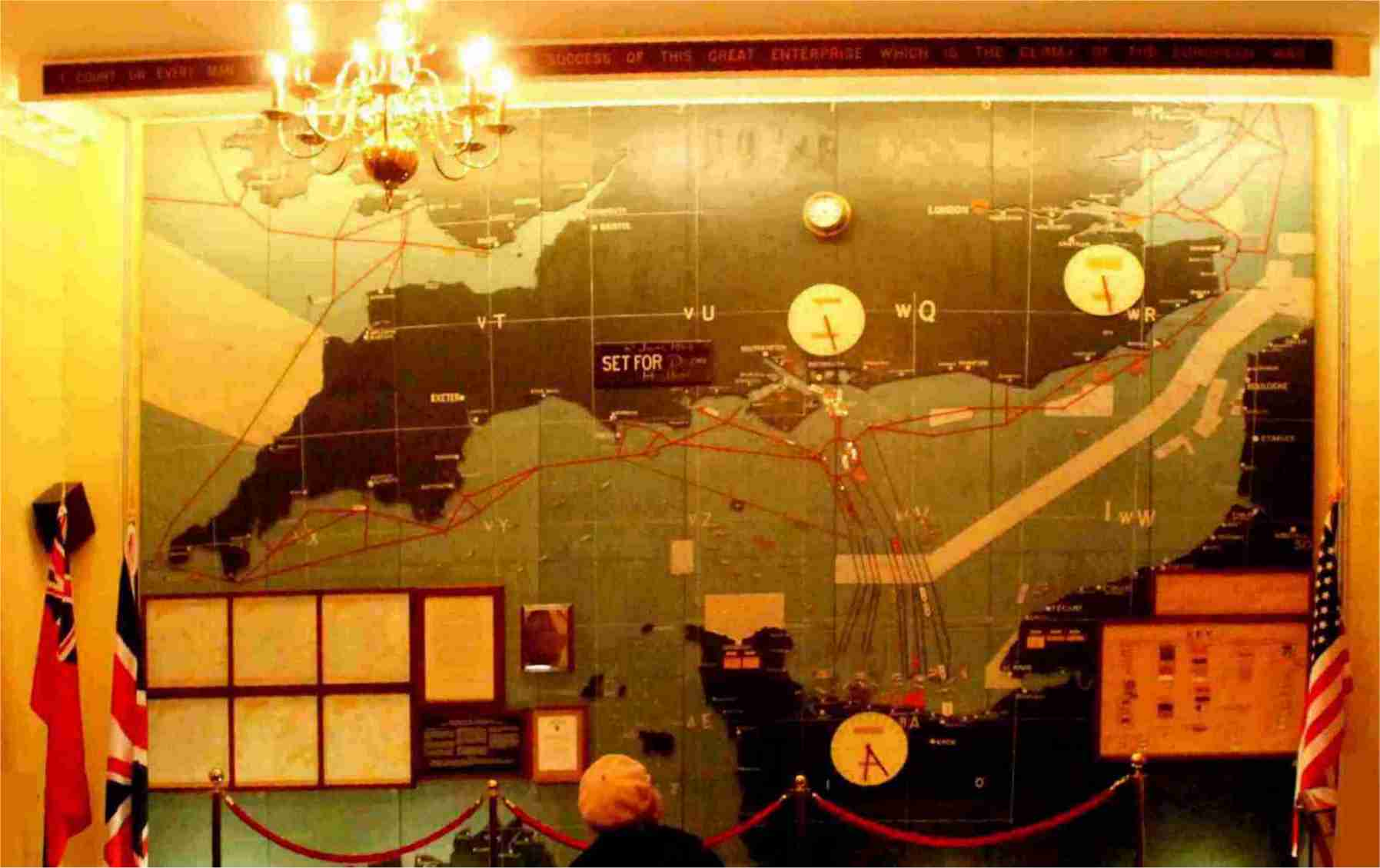
Southwick house - Mappa utilizzata per lo sbarco in Normandia

Nel 1941 la Marina britannica espropriò l'edificio, dopo che la Old Naval Academy era stata distrutta da un bombardamento. Nel 1944 la casa divenne il quartier generale del comando alleato e divenne la sede d'importanti decisioni. Da lì fu diretto lo sbarco in Normandia. Vi soggiornarono fra l'altro il capo della marina britannica, l'ammiraglio Bertram Ramsay, il comandante supremo alleato, il generale statunitense Dwight D. Eisenhower, e il comandante in capo dell'esercito, il generale britannico Bernard Law Montgomery. All'interno dell'edificio esiste ancora la sala con la mappa originale riportante il programma dello sbarco.
Oggi l'edificio è la sede della Defence School of Policing and Guarding e del Museo della Royal Military Police. La sala con la mappa del D-Day può essere visitata su speciale appuntamento.

## Architettura
L'edificio, in stile georgiano, si sviluppa su tre piani. Un portico semicircolare, sostenuto da colonne in stile ionico, ingentilisce la facciata, interamente dipinta di bianco.